# Caspar Wolf

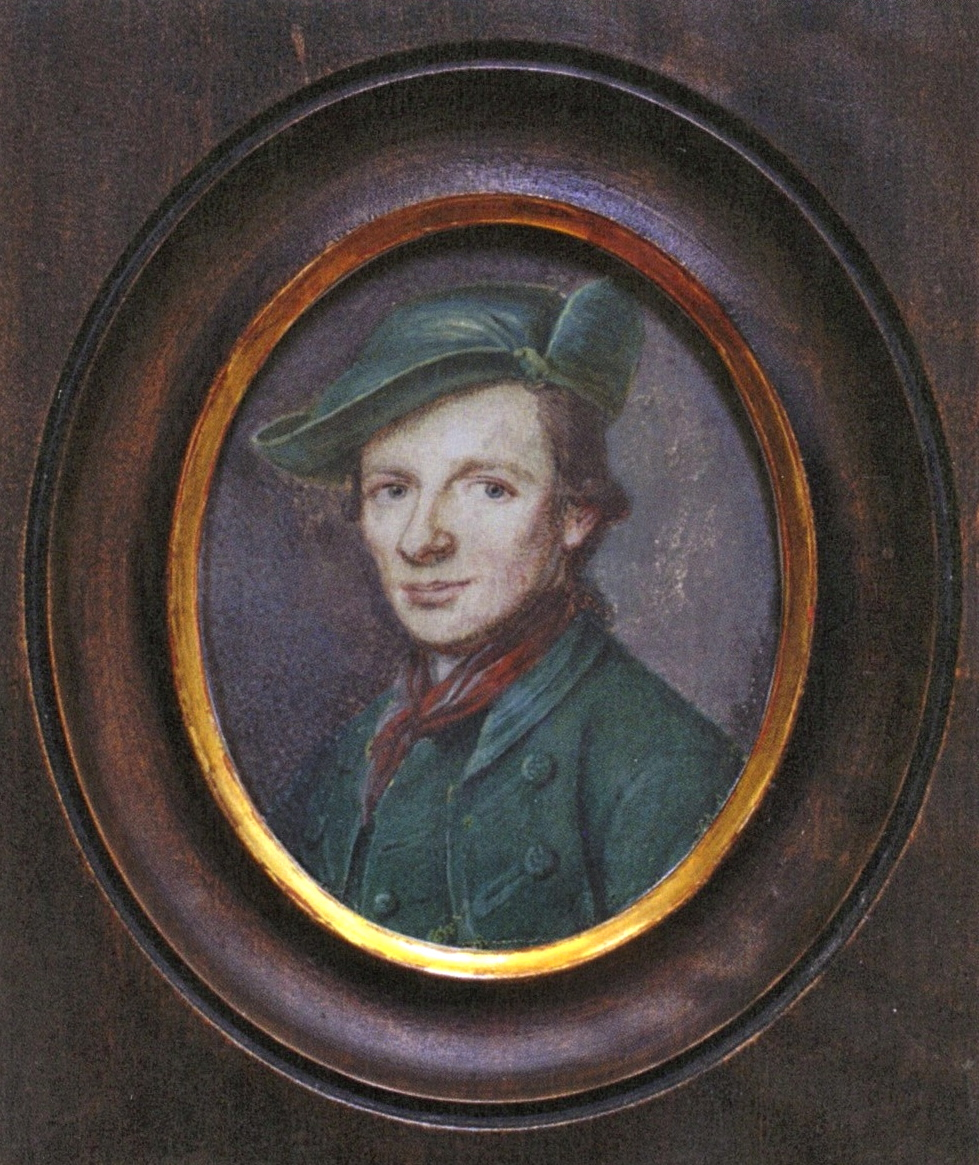
Caspar Wolf, 1774

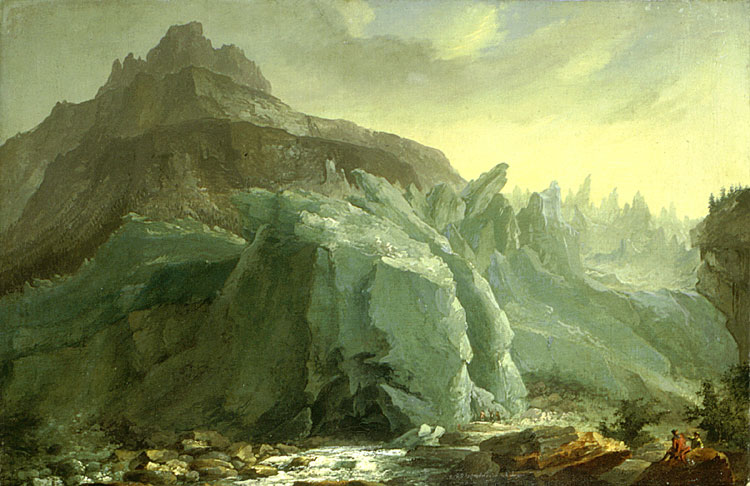
El glaciar Grindelwald (1777), de Caspar Wolf.

Caspar Wolf (Muri, 3 de mayo de 1735 - Heidelberg, 6 de octubre de 1798) fue un pintor romántico suizo. Destacó en la pintura de paisaje, donde expresó con intensidad el sentido romántico de lo pintoresco. Sus obras suelen situarse en la montaña -generalmente los Alpes-, en grandes cumbres nevadas, representadas de modo casi topográfico, en vistas panorámicas con perspectivas forzadas, grandilocuentes, que dan al espectador sensación de vértigo, provocando ese aire de sobrecogimiento que describía la estética de lo sublime. Entre sus obras destaca El puente del demonio en Schöllenen (1777).